# Erich Kleinhempel
Erich Kleinhempel (* 9. Januar 1874 in Neustadt bei Leipzig; † 2. September 1947 in Erbach (Westerwald); vollständiger Name: Friedrich Erich Kleinhempel) war ein deutscher Architekt, Designer und Maler.

## Leben
Erich Kleinhempel absolvierte eine Lehre im Zeichenatelier von Oskar Haebler. Von 1890 bis 1893 besuchte er die Kunstgewerbeschule Dresden. Anschließend war er in verschiedenen Ateliers, u. a. in Darmstadt und Einbeck tätig. 1897 erhielt er eine Lehrstelle am Institut Haebler in Dresden und übernahm später dessen Leitung. Um 1900 war er als frei schaffender Künstler für die verschiedenen um die Jahrhundertwende neu entstehenden kunstgewerblichen Werkstätten tätig, u. a. für die Dresdner Werkstätten für Handwerkskunst von Karl Schmidt-Hellerau, die Vereinigten Werkstätten für Kunst im Handwerk und für die Werkstätten für deutschen Hausrat von Theophil Müller in Dresden-Striesen. Diese Häuser zielten auf eine umfassende Reform des Kunstgewerbes und sahen sich in der Tradition des Handwerks, als Reaktion auf die seit der Mitte des 19. Jahrhunderts aufgekommene, schnelllebige Massenproduktion, die sich stilistisch dem Formenreichtum vergangener Epochen bediente.
Um 1900 bis ca. 1907 führte er an der Pohlandstraße 7 in Dresden-Striesen mit seinen Geschwistern Fritz und Gertrud Kleinhempel eine Privatschule für Kunstgewerbe. 1906 erhielt Erich Kleinhempel einen Lehrauftrag an der neu gegründeten Schülerinnenabteilung der Dresdner Kunstgewerbeschule. Erich Kleinhempel war Mitglied der reformorientierten Künstlervereinigung Zunft und er beteiligte sich an der Organisation der für die Entwicklung der Reformbewegung bedeutenden Dritten Deutschen Kunstgewerbeausstellung in Dresden. Er war Mitglied im Deutschen Künstlerbund. 1909 war er Gründungsmitglied der Künstlervereinigung Dresden. 1910 wurde er zusammen mit Max Frey zum Professor ernannt.
1912 wurde er als Direktor der Kunstgewerbeschule und des Kunstgewerbemuseums nach Bremen als Nachfolger von Emil Högg berufen. Erich Kleinhempel verhalf der Schule in der Folgezeit zu überregionalem Ansehen. Von 1912 bis zu seiner Pensionierung im Jahr 1934 war Erich Kleinhempel Mitglied des Deutschen Werkbundes. Er war Mitunterzeichner des Protestschreibens an die Sächsische Staatsregierung im Zusammenhang mit Behinderungen von Martin Gropius hinsichtlich der geplanten Bauhaus-Gründung. 1934 zog er nach Berlin.
Erich Kleinhempel war als Architekt, Maler und als Designer tätig. Er arbeitete in fast allen Bereichen der angewandten Kunst. Er erstellte u. a. Entwürfe für Möbel, Textilien, Teppiche, Tapeten, Möbelstoffe, Geschirr in Steingut, Fayence, Porzellan (Meißen), Buchschmuck, Holzspielzeug und für Goldschmiedearbeiten. Seine Spezialgebiete waren Innenarchitektur und Raumausstattung.

## Werk (Auswahl)

### Malerei
- 1942: "Sommerlicher Wiesengrund", Öl auf Holz

### Architektur
- 1906: Wohnhaus für Georg Springer in Dresden-Blasewitz
- 1906: Wohnhaus für Otto Schambach in Dresden-Blasewitz
- 1910: Entwurf eines Wohnhauses für Schupp in Dresden
- 1912: Wohnhaus für Theodor Steinkopf in Dresden-Blasewitz
- 1912: Entwurf eines Wohnhauses für Jähnrig in Dresden
- 1922: Entwurf eines Wohnhauses für Schnurbusch in Bremen-Schwachhausen
- o. J.: „Herrensitz“ bei Waren (Müritz)

### Design
- um 1910: Klaviergehäuse in Palisander-Furnier mit farbigen Intarsien für die Pianofortefabrik Ferdinand Thürmer in Meißen (Elbe)[7]

## Ausstellungen (Auswahl)
- 1899: Deutsche Kunstausstellung Dresden
- 1899/1900: Dresden, Volksthümliche Ausstellung für Haus und Herd. Zusammen mit Gertrud Kleinhempel: Entwurf für eine „Wohnungseinrichtung für den minderbemittelten Bürgerstand“, ausgezeichnet mit der Sächsischen Staatsmedaille.
- 1901: Internationale Kunstausstellung Dresden
- 1902: Internationale Kunstausstellung Turin
- 1905: Kunstgewerbeausstellung der Möbelfirma A. S. Ball in Berlin
- 1906: 3. Deutsche Kunstgewerbeausstellung Dresden
- 1908: Große Kunstausstellung Dresden
- 1912: 4. Graphische Ausstellung des Deutschen Künstlerbundes (drei Aquarelle: Der weiße Puter, Erzgebirgler, Am Knie)

## Auszeichnungen (Auswahl)
- 1901: Sächsische Staatsmedaille in Dresden
- 1902: Italienische Staatsmedaille auf der Prima Esposizione Internazionale d’Arte Decorativa Moderna in Turin
- 1906: Goldene und silberne Medaille auf der 3. Deutschen Kunstgewerbeausstellung Dresden
- 1910: Medaille der Weltausstellung Brüssel 1910
- 1912: Ehrenplakette des Württembergischen Landesgewerbemuseums